# وعران (السدة)

تعديل مصدري - تعديل

وعران محلة تابعة لقرية شعب الطلب، التابعة لعزلة الزعلاء بمديرية السدة إحدى مديريات محافظة إب في الجمهورية اليمنية.، بلغ تعداد سكانها 95 حسب تعداد اليمن لعام 2004.